# Comète rasante
Une comète rasante (ou, en cas d'ambigüité, comète rasant le Soleil ; ou encore comète héliocroiseur) est une comète passant à son périhélie extrêmement près du Soleil, parfois à quelques milliers de kilomètres seulement de la surface de celui-ci. Alors que les petites comètes rasantes peuvent complètement s'évaporer lors d'un tel passage, celles de plus grandes tailles peuvent survivre à plusieurs passages au périhélie. Cependant, l'importante évaporation et les forces de marée entraînent souvent leur fragmentation.

## Découverte et historique
Sénèque rapporte un témoignage de Posidonios d'Apamée selon lequel une comète invisible en temps normal aurait été observée près du Soleil pendant une éclipse.
Les comètes rasantes sont redécouvertes lorsque les astronomes se mettent à calculer les orbites des Grandes Comètes. La première identifiée comme telle est la Grande Comète de 1680. Les calculs indiquent qu'elle est passée à seulement 200 000 km (0,0013 AU) de la surface solaire, ce qui correspond à environ la moitié de la distance Terre-Lune.
Par la suite, beaucoup de comètes très brillantes s'avèrent être des comètes rasantes, comme les Grandes Comètes de 1843, 1880, 1882, 1887 ou 1945. Les orbites de ces comètes sont non seulement rasantes, mais également très proches les unes des autres. Les scientifiques croient tout d'abord qu'il s'agit d'une même comète dont la périodicité est altérée à chaque passage[réf. souhaitée]. En 1880, l'hypothèse est proposée[Par qui ?] que de nombreuses comètes rasantes sont des morceaux d'une même comète qui se serait disloquée[réf. nécessaire]. Cette hypothèse est renforcée lorsque la Grande Comète de 1882 se fractionne en plusieurs fragments.
En 1888, Heinrich Kreutz calcule[réf. nécessaire] que la présence de plusieurs de ces comètes peut s'expliquer par la dislocation d'une grande comète rasante, plusieurs révolutions auparavant. D'autres comètes du même type sont observées par la suite (1945, 1963 et 1965)[réf. nécessaire]. Les comètes de ce type sont aujourd'hui[Quand ?] regroupées dans le groupe de Kreutz.
L'étude des comètes rasantes connaît un renouveau à la fin des années 1970 avec les lancements des premiers satellites d'observation du Soleil. L'instrument Solwind du satellite P78-1 découvre 6 comètes rasantes[réf. nécessaire] entre 1978 et 1984. Puis c'est le coronographe de la mission Solar Maximum Mission (SMM), lancée en 1980, réparée en orbite en 1984 qui en découvre 10 autres entre 1987 et 1989[réf. nécessaire]. Mais c'est surtout SoHO, lancé en 1995 qui permet la découverte de plusieurs centaines de ces comètes, souvent par des amateurs observant les images diffusées en temps réel sur Internet[réf. nécessaire]. L'étude statistique des données récoltées permet aujourd'hui[Quand ?] de classer les comètes rasantes en différents groupes, et pas seulement dans le groupe de Kreutz.

## Origine
Si les comètes rasantes sont des comètes tout à fait usuelles, originaires du nuage d'Oort ou de Hills, les astronomes pensent[réf. nécessaire] que les différents groupes de comètes rasantes ont chacun pour origine une grosse comète s'étant peu à peu fragmentée.
Ainsi, la recherche[réf. nécessaire] sur la dynamique de ces groupes essaie de déterminer quand ces comètes originelles se sont brisées et essaient de les rapprocher des comètes historiques, très brillantes, et donc souvent des comètes rasantes de grande taille.

## Classification
Les différentes comètes rasantes sont classées en groupes, en fonction de l'interrelation de leurs orbites. Le choix se fait selon le principe que les membres d'un même groupe sont les fragments d'une même comète qui s'est disloquée lors d'une orbite précédente.
Les groupes reconnus sont les suivants :
- le groupe de Kreutz contient 94 % des comètes rasantes et est reconnu en 1880; deux sous-groupes représente chacun la division successive de deux fragments d'une comète originelle ,
- le groupe de Marsden identifié en 2002[4],[5],
- le groupe de Meyer également identifié en 2002[4],[6].

Deux autres groupes sont proposés mais non reconnus par l'Union astronomique internationale[réf. nécessaire], le nombre de membres (entre 3 et 5 pour chacun d'entre eux, contre près de 100 pour les groupes de Marsden et de Meyer) étant trop faible :
- le groupe de Kracht I[7],
- le groupe de Kracht II[8].